# 부두 5

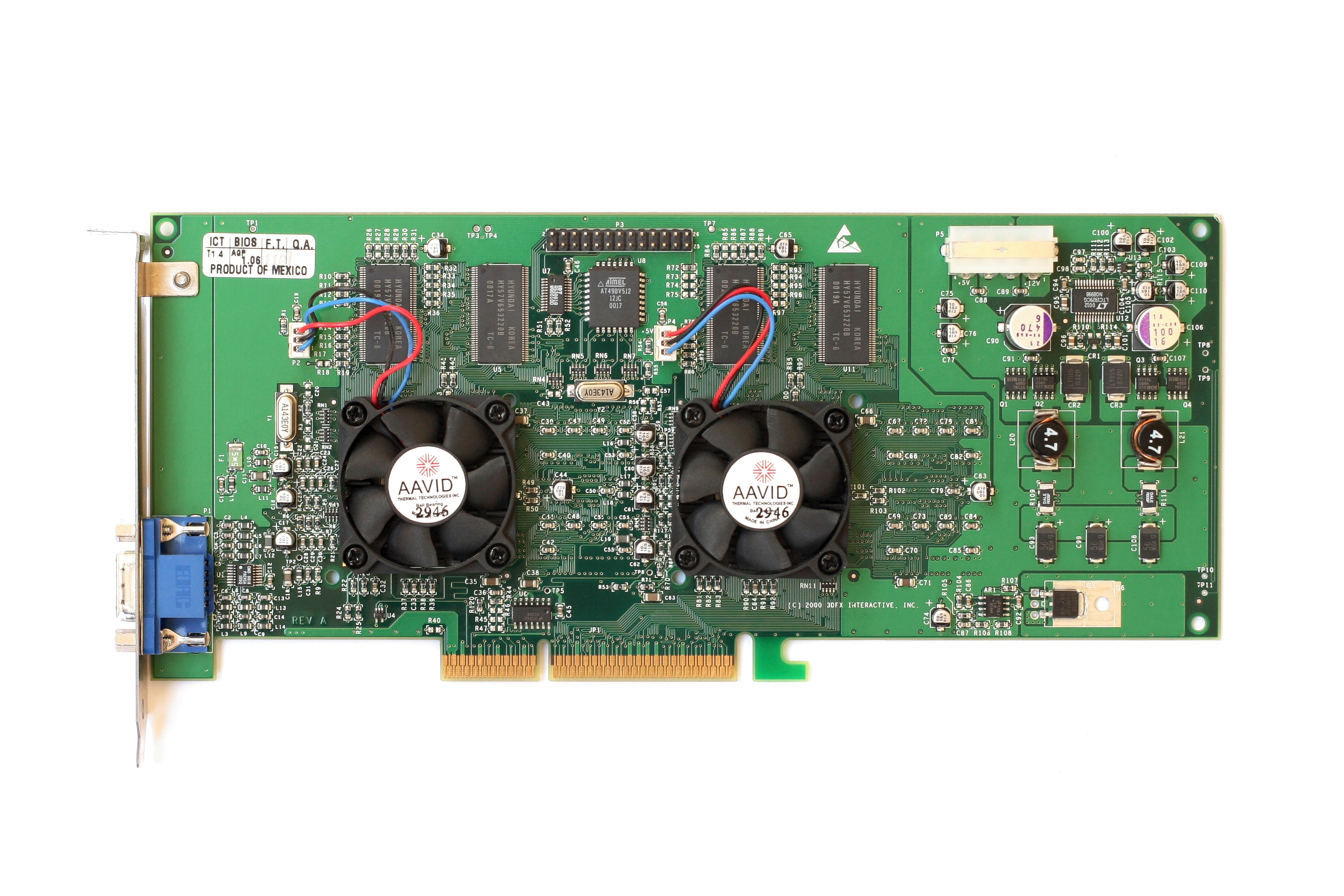
3dfx Voodoo5 5500 AGP

부두 5(Voodoo 5)는 3dfx 인터랙티브가 출시한 마지막이자 가장 강력한 그래픽 카드 라인이었다. 제품군의 모든 구성원은 VSA-100 그래픽 프로세서를 기반으로 했다. 단일 칩 부두 4 4500과 듀얼 칩 부두 5 5500만 시장에 출시되었다.

## 아키텍처 및 성능
VSA-100 그래픽 칩은 일반적으로 부두3으로 알려진 "어벤저"(Avenger)의 뒤를 잇는다. 부두3와 마찬가지로 250nm 반도체 제조 공정을 기반으로 구축되었다. 그러나 밀도와 속도를 높이기 위해 6번째 금속층을 사용하여 공정을 조정했으며, 트랜지스터의 게이트 길이는 약간 더 짧고 게이트 산화물은 더 얇는다. VSA-100의 트랜지스터 수는 대략 1,400만 개에 달하며 부두3의 트랜지스터 수는 약 800만 개이다. 이 칩은 이전 제품보다 더 큰 텍스처 캐시를 갖고 있으며 데이터 경로 폭은 16비트가 아닌 32비트이다. VSA-100에서는 렌더링 계산의 폭이 40비트이지만 피연산자와 결과는 32비트로 저장된다.
VSA-100의 설계 목표 중 하나는 확장성이었다. VSA라는 칩 이름은 "부두 스케일러블 아키텍처"(Voodoo Scalable Architecture)의 약어이다. 보드에 하나 이상의 VSA-100 칩을 사용하면 그래픽 카드의 다양한 시장 부문이 단 하나의 그래픽 칩 설계로 만족된다. 이론적으로 1~32개의 VSA-100 GPU는 단일 그래픽 카드에서 병렬로 실행될 수 있으며 카드의 채우기 속도는 비례적으로 증가한다. VSA-100이 두 개 이상 포함된 카드에서는 칩이 3dfx의 SLI(스케일러블 링크 인터페이스) 기술을 사용하여 연결된다. 이 성능 확장 방법의 주요 단점은 하드웨어의 다양한 부분이 카드에 불필요하게 복제되고 프로세서가 추가될 때마다 보드 복잡성이 증가한다는 것이다.
3dfx는 렌더링 파이프라인을 트윈 텍스처 매핑 유닛(부두2/3)이 있는 단일 픽셀 파이프라인에서 각각 하나의 텍스처 매핑 유닛이 있는 듀얼 픽셀 파이프라인 디자인으로 변경했다. 일반적으로 2×1 구성이라고 하는 이 디자인은 클록당 1픽셀과 2텍셀 대신 항상 클록당 2픽셀과 2텍셀을 출력할 수 있다는 점에서 이전 1×2 디자인에 비해 이점이 있다.
이는 이전 디자인의 16비트 색 심도와 비교하여 3D에서 완전한 32비트 색 심도를 지원하는 최초의 3dfx 그래픽 칩이다. 256px × 256px 최대 텍스처 크기 제한도 해결되었으며 VSA-100은 최대 2048px × 2048px 텍스처를 사용할 수 있다. 또한 3dfx는 FXT1 및 DXTC 텍스처 압축 기술을 구현했다.
VSA-100은 "T-버퍼"로 알려진 하드웨어 누적 버퍼를 지원한다. T-버퍼로 렌더링할 때 VSA-100은 여러 프레임의 결합된 출력을 저장할 수 있다. 이 메커니즘을 사용하면 모션 블러(일시적으로 사용되는 경우) 및 앤티앨리어싱(공간적으로 사용되는 경우)과 같은 효과를 생성할 수 있다. VSA-100은 회전 그리드 슈퍼 샘플링 안티 앨리어싱(RGSS AA) 모드를 지원하며 최대 안티 앨리어싱 수준은 SLI 구성의 VSA-100 칩 수에 따라 결정된다. 하나의 칩은 2× AA를 허용하고, 2개의 칩은 4× AA를 허용하고, 4개의 칩은 8× AA를 제공하는 식이다. 앤티앨리어싱의 RGSS 방법은 각 프레임의 여러 샘플을 결합하여 ImgTech PowerVR, ATI 라데온 DDR 및 엔비디아 지포스 2의 무차별 대입 그리드 오버 샘플링보다 더 높은 품질을 제공한다.
이 칩은 부두3와 유사한 128비트 SDRAM 인터페이스를 구현한다. 메모리 용량과 대역폭은 각 VSA-100 프로세서마다 별도로 지정된다. 용량은 전체 카드에 걸쳐 누적되지 않지만 대역폭은 효과적으로 누적되므로 2개의 VSA-100 프로세서가 탑재된 카드는 128비트 DDR 메모리를 사용하는 단일 칩 그래픽 카드와 비슷한 대역폭을 갖는다. 메모리는 VSA-100 칩과 동기적으로 클럭된다. 나중에 출시되지 않은 보드는 유사한 RAM 성능을 제공하는 동시에 복잡성을 줄여 보드 비용을 줄이기 위해 대신 64비트 DDR 메모리 설계를 제공할 계획이었다.
VSA-100은 AGP 4× 가능 그래픽 프로세서인 반면, 3dfx는 AGP 텍스처링을 구현하지 않았다.

## 경쟁 칩셋
ATI 테크놀로지스 레이지 128 MAXX 및 라데온
- 엔비디아 지포스 256 및 지포스 2
- 파워VR 시리즈 3 (카이로 및 카이로 II)
- S3 세비지 2000
- 매트록스 Millennium G400 MAX